# Hidróxido de cálcio
O Hidróxido de cálcio, também conhecido como cal hidratada, cal apagada, leite de cal, hidróxido de cálcio em suspensão, neutralac, slake ou ainda cal extinta, é um composto químico de fórmula Ca(OH)2. Apresenta-se quando puro como um sólido branco e inodoro.

## Obtenção
Produzido pela reação do óxido de cálcio com água, com o seguinte desprendimento de calor:
{\displaystyle CaO+H_{2}O\rightarrow Ca(OH)_{2}} + 63,7 kJ/mol de CaO

## Propriedades
Massa específica: 2240 kg/m³. Temperatura de fusão: 580 °C. Solubilidade: 0,185 g em 100 g de água a 0 °C; 0,141 g a 40 °C e 0,077 g a 100 °C.
É decomposto pelo aquecimento, resultando o óxido. A solução aquosa é uma base relativamente forte e reage violentamente com ácidos. 
Reage também com o dióxido de carbono formando o carbonato de cálcio, podendo ser usado para detectar a presença do dióxido de carbono em uma mistura de gases devido a insolubilidade do carbonato, em uma solução que é comumente conhecida como "água de cal".

## Aplicações
Devido a suas propriedades básicas fortes, o hidróxido de cálcio possui diversas e variadas aplicações:
- Serve como agente floculador no tratamento de água¹ e de efluentes¹ É um ingrediente de tintas, argamassa, gesso, asfalto e da cal utilizada em caiação e asfalto para construção civil;
- Substitui o hidróxido de sódio em alisadores de cabelo;
- É um agente depilador encontrado em Nair;
- É um suplemento de cálcio em formulações fortificantes para bebês;
- É um reagente químico: que serve para ionizar o cobre
  - Na calda bordalesa, para neutralizar a solução e formar um fungicida de longa duração;
  - Na agricultura, na correção de acidez de solos.
  - Em aquários, propiciando a existência de cálcio para animais que o necessitam, como algas, caracóis, invertebrados com formas de tubo e corais, além de aumentar a alcalinidade.
  - Na indústria de curtume, para a neutralização de ácidos e tratamento do couro e de peles, além de participar do processo de floculação da água descartada no processo de produção;
  - Na indústria de refinamento de petróleo, para a produção de aditivos e óleos;
  - Na indústria química, para a produção de estearato de cálcio;
  - Na indústria química, devido a sua alcalinidade e baixo custo, serve como aditivo para vários processos químicos.
  - Na indústria de alimentos, participando do processamento da água (para bebidas alcoólicas e refrigerantes);
  - No refinamento do açúcar, para separá-lo do açúcar da cana;
  - No processamento de “lutefisk” norueguês. O bacalhau seco é encharcado com uma mistura de hidróxido de cálcio e soda cáustica para produzir um filé de peixe robusto e macio, que é cozido ou assado e servido com lefse de batata;
  - Na limpeza de salmouras de carbonatos de cálcio e de magnésio na produção de sal para comida e farmacopéia;
  - Nas culinárias indígena e latino americana, nas quais o hidróxido de cálcio é chamado de “cal”. Durante o preparo com cal, o milho sofre nixtamalização, o que aumenta seu valor nutritivo, melhora seu sabor e facilita sua digestão;
  - Na moeção de noz bétele ou folhas de coca, nas quais ele é frequentemente adicionado para absorver quimicamente os estimulantes alcalóides presentes nas plantas. Também era utilizado por nativos americanos (que o obtinham através de conchas queimadas) na moeção de tabaco, a fim de aumentar seus efeitos;

- Como uma "carga":
  - Na indústria petroquímica, para a produção de petróleo sólido de diversas marcas;
  - Na produção de freios;
  - Na produção de ebonite;
  - Na preparação de misturas sólidas para pintura e decoração;
  - Na produção de misturas para pesticidas;
  - Na produção do composto Polikar, um conservante antifúngico e antimicrobiano para o armazenamento de vegetais;

- Na odontologia, o hidróxido de cálcio pode ser encontrado em muitos preparados dentários, especialmente para obturação do canal radicular. É usado como forramento em restaurações dentárias e como medicação intracanal, devido ao fato de ser biocompatível e ter ações anti-inflamatória e antibacteriana, além de estimular a formação de tecido ósseo mineralizado e contribuir no processo de reparo tecidual. Possui, também, grande importância na Endodontia, sendo empregado em casos de polpas vivas e necrosadas, apicificação, apicegênese, traumatismos dentários e reabsorções radiculares internas e externas.

- Em medicina para tratar queimaduras com ácidos e como antiácido.;

- Pode ser utilizado para detectar a presença de dióxido de carbono em uma mistura de gases. A água de cal reage com o CO2 formando carbonato de cálcio, que é insolúvel e logo se precipita;

- Sugere-se que grandes quantidades de hidróxido de cálcio sejam jogadas nos mares para reduzir a quantidade de dióxido de carbono na atmosfera, combatendo, assim, o efeito estufa;

- É utilizado como um supressor ácido na produção de metais. Cal é injetada na corrente de gases descartados para neutralizar ácidos como fluoretos e cloretos, que antes eram liberados na atmosfera;

- Na indústria da beleza, o hidróxido de cálcio é usado em cremes para alisar permanentemente cabelos encaracolados.

Obs¹: 
No tratamento de água e efluentes é utilizado o Hidróxido de cálcio em suspensão  